# Романовские (светлейшие князья)

Выжившие члены Дома Романовых в 1920-х годах и их супруги, в том числе морганатические

Романовские — несколько княжеских родов, произошедших от морганатических браков представителей Дома Романовых.

## История вопроса
После Февральской революции 1917 года почти все представители дома Романовых вступили в морганатические браки, так как не считали в новых условиях для себя обязательным неукоснительно следовать требованиям Учреждения о Императорской Фамилии, существовавшим на 1917 год. Согласно статье 188 этого Учреждения великие князья и князья императорской крови, вступавшие в морганатические браки, не могли сообщить ни своим жёнам, ни своему потомству никаких династических прав (ни права престолонаследия, ни титулы, ни даже династической фамилии Романовых) Более того, великим князьям вообще запрещалось вступать в такие браки (для князей императорской крови такое запрещение было снято в 1911 году, но при условии отречения перед браком от прав престолонаследия).

## Кирилл Владимирович и морганатические браки (1926—1935)
Начиная с 1926 года Кирилл Владимирович, объявивший себя в 1924 году Императором и Главой Дома Романовых, предпринял шаги для придания морганатическим супругам и потомству от таких браков специального статуса. Первоначально, морганатическим жёнам жаловался титул княгинь с прибавлением фамилии по выбору мужа. 30 ноября 1926 года было пожаловано 6 таких титулов морганатическим супругам Дмитрия Павловича (княгиня Ильинская), Андрея Владимировича (княгиня Красинская), Гавриила Константиновича (княгиня Стрельнинская), Андрея, Фёдора и Никиты Александровичей (последние трое отказались принять правомочность этого пожалования). В дальнейшем было пожаловано ещё 2 титула — в 1928 году вдове Михаила Александровича (княгиня Брасова) и в 1931 году морганатической супруге Дмитрия Александровича (княгиня Кутузова).

## Указ 1935 года и его применение
Наконец 15/28 июня 1935 года Кирилл Владимирович подписал — в качестве дополнения к Учреждению об Императорской Фамилии — Указ «о титулах и фамилиях жён и детей Членов Императорского Дома при неравнородных браках», согласно которому «жена и дети с нисходящим потомством Членов Императорского Дома при неравнородных, но законных браках (статьи 134 и 183, Раздел II Основных Законов), получают титул и фамилию — князей Романовских, с прибавлением к ней девичьей фамилии жены означенного Члена Императорского Дома или фамилии, дарованной Главой Российского Императорского Дома, с титулованием жены и старшего в сем роде Светлостью». Протест князей Романовских герцогов Лейхтенбергских против узурпации их фамилии был проигнорирован. Согласно этому указу, к ранее пожалованным фамилиям была прибавлена фамилия Романовские и титул Светлости (Романовская-Брасова, Романовские-Ильинские, Романовские-Красинские, Романовские-Кутузовы и Романовская-Стрельнинская). Впоследствии было пожаловано ещё четыре таких титула (в 1935/6 — Романовские-Искандер, в 1939 — Романовская-Павловская, в 1951 — Романовская-Куракина и в 1961 Романовская-Кнуст). Кроме того, в 1950-е года, вопреки указу 1935 года, было пожаловано три титула без прибавления к фамилии Романовская какой-либо другой фамилии. В случае развода морганатические супруги теряли пожалованный им титул.

## Отношение к Указу 1935 года ряда членов Дома Романовых
Ряд представителей Дома Романовых (Борис Владимирович, Роман Петрович, Ростислав Александрович, а также Дмитрий Александрович для второго брака) вообще не испрашивали разрешения на морганатический брак и не получали для своих супруг какого-либо титула; к их числу относятся и те Романовы, которые в 1926 году не приняли пожалованных титулов. Согласно статье 183 Учреждения такие браки законными не считались, и потомство от них считалось незаконнорождённым.

## Роды Светлейших князей Романовских (в порядке пожалования)
| Дата             | Фамилия                                    | Кто жалован | Примечания |
| ---------------- | ------------------------------------------ | --- | --- |
| 30 ноября 1926   | Ильинская                                  | Одри (Анна) Эмери (1904—1971): c 21 ноября 1926 года — супруга Дмитрия Павловича | По названию поместья Павла Александровича. С 28 июля 1935 года — Романовские-Ильинские. |
| 30 ноября 1926   | Красинские                                 | Мария Феликсовна Кшесинская (Мария-Матильда Адамовна-Феликсовна-Валериевна Кржезинская) (1872—1971): с 30 января 1921 года — супруга Андрея Владимировича, и их сын Владимир Андреевич Красинский (1902—1974). | По семейному преданию, происходили от польских графов Красинских. С 28 июля 1935 года — Романовские-Красинские. |
| 30 ноября 1926   | Стрельнинская                              | Антонина Рафаиловна Нестеровская (1890—1950) — с 9/22 апреля 1917 года 1-я супруга Гавриил Константинович | По названию имения этой ветви рода Романовых. С 19 сентября 1935 года — Романовская-Стрельнинская. |
| 30 ноября 1926   | (с фамилией по выбору) I                   | Елизавета Фабрициевна Сассо-Руффо Княжна Сант-Антимо (1887—1940): с 12 июня 1918 года — 1-я супруга Андрея Александровича и её потомство.                                                                      | Брак расторгнут. Род существующий. |
| 30 ноября 1926   | (с фамилией по выбору) II                  | Княжна Ирина Павловна Палей (1903—1990): с 31 мая 1923 года — супруга Фёдор Александрович и её потомство. | Род существующий. С 7 мая 1951 года - Романовская-Палей. |
| 30 ноября 1926   | (с фамилией по выбору) III                 | Графиня Мария Илларионовна Воронцова-Дашкова (1903—1997): с 19 февраля 1922 года — супруга Никиты Александровича и её потомство.                                                                               | Род существующий. С 7 мая 1951 года - Романовская-Воронцова. |
| 1928             | Брасовы                                    | Графиня Наталья Сергеевна Брасова (урожд. Шереметьевская) (1880—1952): с 17/30 октября 1912 года — супруга Михаила Александровича и их сын Граф Георгий Михайлович Брасов (1910—1931).                         | Угас в мужском колене 22 июля 1931 года. С 28 июля 1935 года — Романовская-Брасова. |
| 1931             | Кутузовы                                   | Графиня Марина Сергеевна Голенищева-Кутузова (1912—1969): с 25 ноября 1931 года — 1-я супруга Дмитрий Александрович                                                                                            | С 28 июля 1935 года — Романовская-Кутузова. |
| 28 июля 1935     | Романовская-Брасова                        | Княгиня Наталья Сергеевна Брасова (урожд. Шереметьевская) (1880—1952) — вдова Михаила Александровича | Угас с её смертью 26 января 1952 года. |
| 28 июля 1935     | Романовская-Ильинская                      | Княгиня Анна Ильинская (1904—1971) — супруга Дмитрия Павловича | Брак расторгнут 6 декабря 1937 года. Потомки от этого брака носят фамилию Ильинские. Род существующий. |
| 28 июля 1935     | Романовские-Красинские                     | Мария Феликсовна Кшесинская (Мария-Матильда Адамовна-Феликсовна-Валериевна Кржезинская) (1872—1971) — супруга Андрея Владимировича, и их сын Владимир Андреевич Красинский (1902—1974).                        | С 1940-х годов носили титул светлейших князей Романовых. Угас 23 апреля 1974 года. |
| 28 июля 1935     | Романовские-Кутузовы                       | Графиня Марина Сергеевна Голенищева-Кутузова (1912—1969) — 1-я супруга Дмитрий Александрович | Брак расторгнут в 1947 года. Род существует в лице единственной дочери от этого брака Надежды Дмитриевны (род. 1933; в браке с 1952 года — Ален).                                                                              |
| 19 сентября 1935 | Романовская-Стрельнинская                  | Антонина Рафаиловна Нестеровская (1890—1950) — 1-я супруга Гавриил Константинович. | Угас с её бездетной смертью 7 марта 1950 года. |
| 1935/6           | Романовские-Искандер                       | Александр Николаевич Искандер (1887—1957), сын Николая Константиновича. | По названию основанных Николаем Константиновичем посёлков и имения в Ташкентском уезде. По одним данным, род угас в мужском колене 6 февраля 1992 года (по женской линии 24 июля 1999), по P. Broek’у — существует в Бразилии. |
| 1939             | Романовские-Павловские                     | Леди Мэри Лайгон (1910 — 27.09.1982): с 31 мая 1939 года — 1-я супруга Всеволода Иоанновича. | В Павловске располагался родовой дворец этой ветви рода Романовых. Бездетный брак расторгнут 10 февраля 1956 года. |
| 7 мая 1951       | Романовские-Куракины                       | Княжна Ирина Ивановна Куракина (1903—1993): с 11 мая 1951 года — 2-я супруга Гавриила Константиновича | Угас с её бездетной смертью 17 января 1993 года. |
| 7 мая 1951       | Романовские-Палей                          | Княжна Ирина Павловна Палей (1903—1990): с 31 марта 1923 года — супруга Фёдора Александровича | Угас в мужском поколении 22 сентября 2008 со смертью её сына Михаила Фёдоровича; существует в женском поколении. Титул не принят.                                                                                              |
| 7 мая 1951       | Романовские-Воронцовы                      | Графиня Мария Илларионовна Воронцова-Дашкова (1903—1997): с 19 февраля 1922 года — супруга Никиты Александровича                                                                                               | Угас с бездетной смертью 25 августа 2007 года её внука Фёдора Никитича. Титул не принят. |
| 7 мая 1951       | Романовские-Елькен                         | Элис Елькен (1923—1996): с 24 ноября 1944 года — 2-я супруга Ростислава Александровича | Брак расторгнут 11 апреля 1951 года. Род существующий. Титул не принят. |
| 7 мая 1951       | Романовская-Голицына (или Романовская (I)) | Княжна Наталья Александровна Голицына (1907—1989): с 31 июля 1931 года — супруга Василия Александровича | Род существует в лице единственной дочери от этого брака Марины Васильевны (род. 1940; в браке с 1967 года — Бидлстоун). Титул не принят.                                                                                      |
| 7 мая 1951       | Романовская (II)                           | Надин-Сибилл-Ада Макдугалл (1908—2000) — c 21 сентября 1942 года 2-я жена Андрея Александровича | Род существует в лице единственной дочери от этого брака Ольги Андреевны (род. 1950; в браке с 1975 года — Мэтью). Титул не принят.                                                                                            |
| 1956             | Романовская (III)                          | Графиня Эмилия фон Берхтольд (урожд. де Гостоньи; 1914 — 09.07.1993): с 28 марта 1956 года — 2-я супруга Всеволода Иоаннович                                                                                   | Бездетный брак расторгнут 21 февраля 1961 года. |
| 1961             | Романовская-Кнуст (или -Кнюст)             | Elizabeth-Valli Knust (1930—2012): с 8 июня 1961 года — 3-я супруга Всеволода Иоанновича. | Угас с её бездетной смертью 10 июля 2012 года. |